# Hyalonema tulipa
Hyalonema tulipa är en svampdjursart som beskrevs av Schulze 1904. Hyalonema tulipa ingår i släktet Hyalonema och familjen Hyalonematidae. Inga underarter finns listade i Catalogue of Life.